# Корпорация Зла
Корпорация зла — троп в популярной культуре, который изображает некоторую Корпорацию как игнорирующую социальную ответственность, мораль, этику, а иногда и законы с целью получения прибыли для своих акционеров. В редких случаях Корпорация может быть благонамеренной, но экстремистской, занимающейся коррупцией в благородных целях.

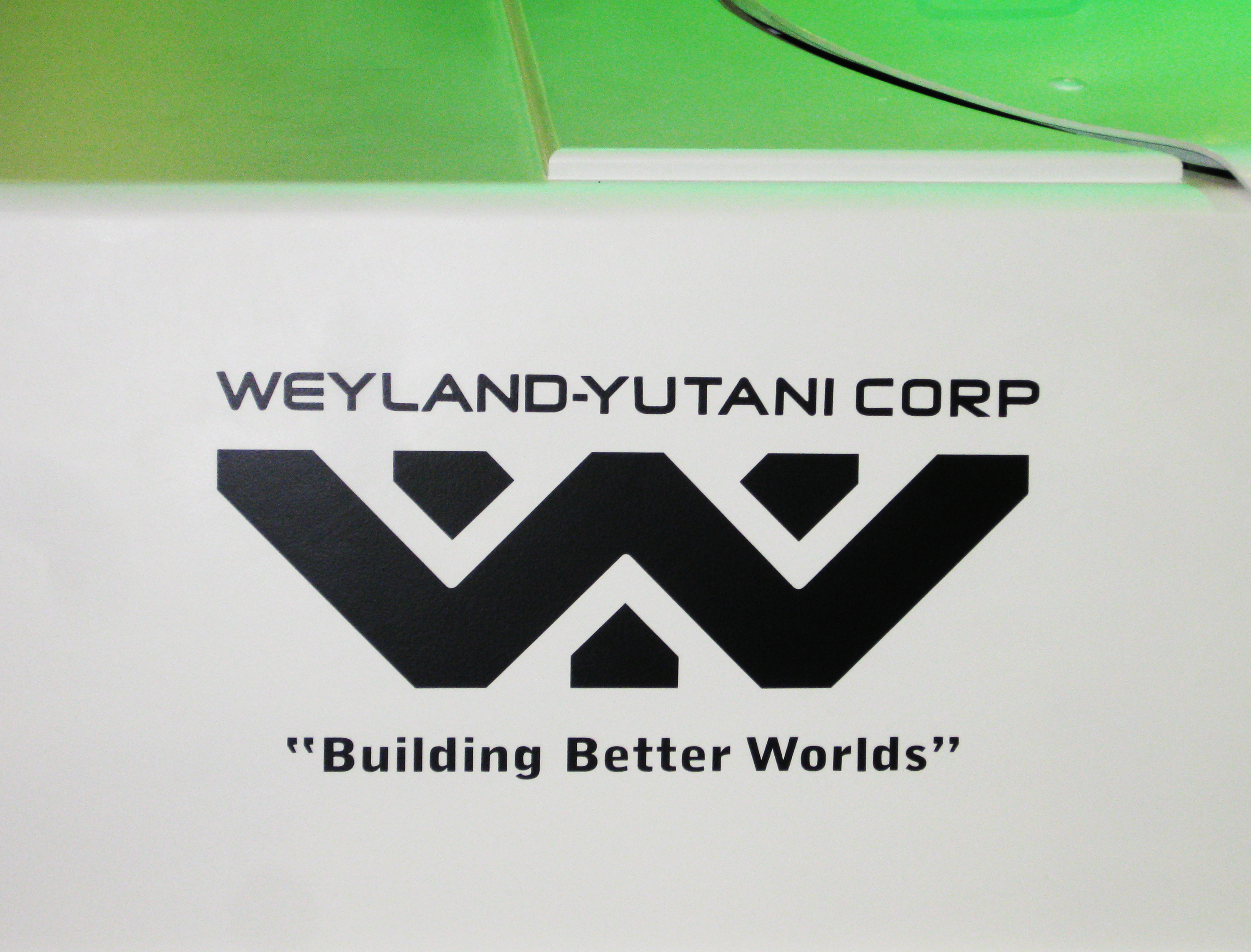
Логотип и слоган вымышленной корпорации зла Weyland-Yutani из франшизы «Чужой»

## В художественной литературе
Это понятие «глубоко укоренилось в ландшафте современной культуры, пронизывая фильмы, романы, видеоигры и многое другое». Жанр научной фантастики послужил первоначальным фоном для изображения корпораций в антиутопическом свете. В рамках этого тропа корпорации зла представляют опасность за счет сочетания радикальной идеологии капитализма (выгода ставится превыше всего) и разных форм социального высокомерия и неравенства.

## Использование в реальном мире
Некоторые корпорации реального мира были обвинены в том, что они являются злом. Чтобы защититься от подобных обвинений, Google однажды приняла официальный девиз «Не будь злым», хотя вопрос о том, соблюдался ли он когда-либо на самом деле, был предметом дискуссий — критики обвиняли компанию в «злых» действиях, таких как секретный сбор данных и нарушение конфиденциальности клиентов. В конечном итоге девиз был перенесен в самый конец ее кодекса поведения. The New Yorker писал, что «многие продовольственные активисты считают Monsanto (которая позже объединилась с Bayer) определенно корпорацией зла». Участники дебатов о корпоративной социальной ответственности писали: «Для многих потребителей Walmart служит прототипом корпорации зла, но рекордное количество людей делают покупки в магазинах по низким ценам».
В Японии комитет журналистов и правозащитников ежегодно присуждает «корпоративную Малину», известную как награда «Самая злая корпорация года» (также называемая премией Black Company Award) компании «с культурой переутомления, дискриминации и домогательств».